# Idrija község
Idrija község (szlovén nyelven: Občina Idrija) Szlovénia 212 alapfokú közigazgatási egységének, azaz községének egyike a Goriška statisztikai régióban. A község székhelye Idrija város. Lakosainak száma 11 793 fő (2020. július 1.).

## A község települései
A községhez Idrija székhelyen kívül a következő települések tartoznak:
- Čekovnik
- Črni Vrh
- Dole
- Godovič
- Gore
- Gorenja Kanomlja
- Gorenji Vrsnik
- Govejk
- Idrijska Bela
- Idrijske Krnice
- Idrijski Log
- Idršek
- Javornik
- Jelični Vrh
- Kanji Dol
- Korita
- Ledine
- Ledinske Krnice
- Ledinsko Razpotje
- Lome
- Masore
- Mrzli Log
- Mrzli Vrh
- Pečnik
- Potok
- Predgriže
- Razpotje
- Rejcov Grič
- Spodnja Idrija
- Spodnja Kanomlja
- Spodnji Vrsnik
- Srednja Kanomlja
- Strmec
- Vojsko
- Zadlog
- Zavratec
- Žirovnica

## Népesség
| Lakosok száma | 11 945 | 11 950 | 11 930 | 11 968 | 11 984 | 11 963 | 11 888 | 11 798 | 11 797 | 11 793 |
|               | 2005   | 2008   | 2010   | 2011   | 2013   | 2014   | 2016   | 2017   | 2019   | 2020   |